# Hamburger Sport-Verein 1985-1986
Questa voce raccoglie le informazioni riguardanti l'Hamburger Sport-Verein nelle competizioni ufficiali della stagione 1985-1986.

## Stagione
Nella stagione 1985-1986 l'Amburgo, allenato da Ernst Happel, concluse il campionato di Bundesliga al 7º posto. In Coppa di Germania l'Amburgo fu eliminato al primo turno dal Bochum. In Coppa UEFA l'Amburgo fu eliminato al primo turno dal Sparta Rotterdam.

## Rosa
| N. |                     | Ruolo | Calciatore           |
| -- | ------------------- | ----- | -------------------- |
|    | Germania (bandiera) | P     | Uwe Hain             |
|    | Germania (bandiera) | P     | Uli Stein            |
|    | Germania (bandiera) | D     | Jens Duve            |
|    | Germania (bandiera) | D     | Christian Hofmeister |
|    | Germania (bandiera) | D     | Ditmar Jakobs        |
|    | Germania (bandiera) | D     | Manfred Kaltz        |
|    | Belgio (bandiera)   | D     | Gerard Plessers      |
|    | Germania (bandiera) | D     | Manfred Wasner       |
|    | Germania (bandiera) | D     | Bernd Wehmeyer       |
|    | Germania (bandiera) | C     | Bernd Bressem        |
|    | Germania (bandiera) | C     | Heinz Gründel        |
|    | Germania (bandiera) | C     | Tobias Homp          |

| N. |                     | Ruolo | Calciatore        |
| -- | ------------------- | ----- | ----------------- |
|    | Germania (bandiera) | C     | Thomas Kroth      |
|    | Germania (bandiera) | C     | Peter Lux         |
|    | Germania (bandiera) | C     | Felix Magath      |
|    | Germania (bandiera) | C     | Wolfgang Rolff    |
|    | Germania (bandiera) | C     | Werner Rusche     |
|    | Germania (bandiera) | C     | Michael Schröder  |
|    | Germania (bandiera) | C     | Thomas von Heesen |
|    | Germania (bandiera) | A     | Ralf Balzis       |
|    | Scozia (bandiera)   | A     | Mark McGhee       |
|    | Germania (bandiera) | A     | Frank Schmöller   |
|    | Germania (bandiera) | A     | Kai Steffen       |

## Organigramma societario
Area tecnica
- Allenatore: Ernst Happel
- Allenatore in seconda: Aleksandar Ristić, Gerd-Volker Schock
- Preparatore dei portieri:
- Preparatori atletici:

## Calciomercato

### Sessione estiva
| Acquisti | Acquisti      | Acquisti               | Acquisti |
| R.       | Nome          | da                     | Modalità |
| -------- | ------------- | ---------------------- | -------- |
| A        | Ralf Balzis   | Kickers Offenbach      |          |
| C        | Bernd Bressem | Komet Blankenese       |          |
| D        | Jens Duve     | Hummelsbütteler SV     |          |
| C        | Heinz Gründel | Standard Liegi         |          |
| C        | Thomas Kroth  | Eintracht Francoforte  |          |
| C        | Peter Lux     | Eintracht Braunschweig |          |
| C        | Werner Rusche | Herzlake               |          |

| Cessioni | Cessioni        | Cessioni       | Cessioni |
| R.       | Nome            | a              | Modalità |
| -------- | --------------- | -------------- | -------- |
| A        | Wolfram Wuttke  | Kaiserslautern |          |
| D        | Jürgen Groh     | Trabzonspor    |          |
| A        | Jürgen Milewski | Saint-Étienne  |          |

### Sessione invernale
| Acquisti | Acquisti | Acquisti | Acquisti |
| R.       | Nome     | da       | Modalità |
| -------- | -------- | -------- | -------- |

| Cessioni | Cessioni   | Cessioni | Cessioni |
| R.       | Nome       | a        | Modalità |
| -------- | ---------- | -------- | -------- |
| C        | Erik Soler | Brann    |          |

## Risultati

### Bundesliga

#### Girone di andata
| Arbitro: | Correll |

|                                                   |           |            |
| Jakobs 30’ Kaltz 49’ (rig.) Magath 67’ Wuttke 88’ | Marcatori | 24’ Brehme |

| Arbitro: | Schmidhuber |

|             |           |           |
| Schüler 66’ | Marcatori | 77’ Rolff |

| Arbitro: | Wittke |

|           |           |                               |
| Rolff 48’ | Marcatori | 2’ Götz 24’ Cha 64’ Geszlecht |

| Arbitro: | Ahlenfelder |

|                         |           |  |
| Neubarth 13’ Wolter 79’ | Marcatori |  |

| Arbitro: | Werner |

|                                           |           |           |
| Magath 19’ Gründel 30’ Jakobs 39’ Lux 66’ | Marcatori | 72’ Bruns |

| Arbitro: | Assenmacher |

|                                  |           |  |
| Matthäus 69’ (rig.) Hartmann 87’ | Marcatori |  |

| Arbitro: | Uhlig |

|                  |           |  |
| Gründel 18’, 74’ | Marcatori |  |

| Arbitro: | Ermer |

|            |           |  |
| Täuber 22’ | Marcatori |  |

| Arbitro: | Broska |

|                                 |           |  |
| Schröder 47’ McGhee 48’ Lux 70’ | Marcatori |  |

| Arbitro: | Kautschor |

|                            |           |                             |
| Jambo 9’ (rig.) Müller 37’ | Marcatori | 18’ von Heesen 85’ Schröder |

| Arbitro: | Neuner |

|  |           |                               |
|  | Marcatori | 37’, 79’ von Heesen 82’ Rolff |

| Amburgo 26 ottobre 1985, ore 15:30 CET 12ª giornata | Amburgo | 0 – 0 referto | Colonia | Volksparkstadion (23 000 spett.)\| Arbitro: \| Brehm \| |
| Arbitro:                                            | Brehm   |               |         |                                                         |

| Arbitro: | Pauly |

|  |           |              |
|  | Marcatori | 81’ Schröder |

| Arbitro: | Föckler |

|                                     |           |  |
| Jakobs 21’ Gründel 35’, 82’ Lux 44’ | Marcatori |  |

| Arbitro: | Weber |

|  |           |              |
|  | Marcatori | 77’ Schröder |

| Arbitro: | Boos |

|             |           |  |
| Gründel 88’ | Marcatori |  |

| Arbitro: | Uhlig |

|                                 |           |  |
| Sievers 37’ Friz 48’ Krämer 86’ | Marcatori |  |

#### Girone di ritorno
| Arbitro: | Wahmann |

|           |           |                            |
| Trunk 78’ | Marcatori | 40’ Gründel 62’ von Heesen |

| Arbitro: | Scheuerer |

|                                 |           |  |
| Rolff 44’ Gründel 72’ Kroth 83’ | Marcatori |  |

| Arbitro: | Schmidhuber |

|                                  |           |                          |
| Cha 50’, 58’ Schreier 73’ (rig.) | Marcatori | 24’ Gründel 41’ Schröder |

| Arbitro: | Assenmacher |

|  |           |                 |
|  | Marcatori | 56’ Burgsmüller |

| Arbitro: | Tritschler |

|               |           |              |
| Mill 68’, 74’ | Marcatori | 10’ Schröder |

| Amburgo 15 febbraio 1986, ore 15:30 CET 23ª giornata | Amburgo | 0 – 0 referto | Bayern Monaco | Volksparkstadion (43 200 spett.)\| Arbitro: \| Pauly \| |
| Arbitro:                                             | Pauly   |               |               |                                                         |

| Arbitro: | Schütte |

|           |           |  |
| Wolff 79’ | Marcatori |  |

| Arbitro: | Matheis |

|                               |           |  |
| Plessers 47’ Kaltz 77’ (rig.) | Marcatori |  |

| Arbitro: | Ahlenfelder |

|  |           |                           |
|  | Marcatori | 22’ Balzis 87’ von Heesen |

| Arbitro: | Brückner |

|                                    |           |  |
| Balzis 1’, 17’, 90’ von Heesen 56’ | Marcatori |  |

| Arbitro: | Bruch |

|                |           |                                                      |
| von Heesen 90’ | Marcatori | 23’ Guðmundsson 41’ Herget 65’ Raschid 87’ Loontiens |

| Arbitro: | Theobald |

|            |           |                |
| Allofs 49’ | Marcatori | 67’ von Heesen |

| Arbitro: | Weber |

|                         |           |           |
| Schröder 2’ Gründel 17’ | Marcatori | 29’ Klaus |

| Arbitro: | Boos |

|                                       |           |              |
| Dusend 13’ Bockenfeld 34’ Demandt 90’ | Marcatori | 82’ Plessers |

| Arbitro: | Hontheim |

|                                 |           |  |
| Balzis 7’ Gründel 19’ Rolff 32’ | Marcatori |  |

| Arbitro: | Jupe |

|                       |           |  |
| Benatelli 7’ Kühn 66’ | Marcatori |  |

| Arbitro: | Schütte |

|              |           |  |
| Schröder 88’ | Marcatori |  |

### Coppa di Germania
| Arbitro: | Gabor |

|                           |           |                        |
| Kempe 25’, 74’ Schulz 64’ | Marcatori | 58’ Wuttke 88’ Gründel |

### Coppa UEFA
| Arbitro: | Martin |

|                          |           |  |
| Lengkeek 75’ Schmidt 79’ | Marcatori |  |

| Arbitro: | Petrović |

|                                              |                      |                                                       |
| Schröder 77’ von Heesen 84’                  | Marcatori            |                                                       |
| Kaltz Rolff Kroth von Heesen McGhee Schröder | Tiri di rigore 3 – 4 | Lengkeek Wijnberg Riekerink Blind van Gaal Andriessen |

## Statistiche

### Statistiche di squadra
| Competizione      | Punti | In casa | In casa | In casa | In casa | In casa | In casa | In trasferta | In trasferta | In trasferta | In trasferta | In trasferta | In trasferta | Totale | Totale | Totale | Totale | Totale | Totale | DR  |
| Competizione      | Punti | G       | V       | N       | P       | Gf      | Gs      | G            | V            | N            | P            | Gf           | Gs           | G      | V      | N      | P      | Gf     | Gs     | DR  |
| ----------------- | ----- | ------- | ------- | ------- | ------- | ------- | ------- | ------------ | ------------ | ------------ | ------------ | ------------ | ------------ | ------ | ------ | ------ | ------ | ------ | ------ | --- |
| Bundesliga        | 39    | 17      | 12      | 2       | 3       | 35      | 11      | 17           | 5            | 3            | 9            | 17           | 24           | 34     | 17     | 5      | 12     | 52     | 35     | +17 |
| Coppa di Germania | -     | 0       | 0       | 0       | 0       | 0       | 0       | 1            | 0            | 0            | 1            | 2            | 3            | 1      | 0      | 0      | 1      | 2      | 3      | -1  |
| Coppa UEFA        | -     | 1       | 1       | 0       | 0       | 2       | 0       | 1            | 0            | 0            | 1            | 0            | 2            | 2      | 1      | 0      | 1      | 2      | 2      | 0   |
| Totale            | 39    | 18      | 13      | 2       | 3       | 37      | 11      | 19           | 5            | 3            | 11           | 19           | 29           | 37     | 18     | 5      | 14     | 56     | 40     | +16 |

### Andamento in campionato
| Giornata  | 1 | 2 | 3 | 4  | 5 | 6  | 7  | 8  | 9 | 10 | 11 | 12 | 13 | 14 | 15 | 16 | 17 | 18 | 19 | 20 | 21 | 22 | 23 | 24 | 25 | 26 | 27 | 28 | 29 | 30 | 31 | 32 | 33 | 34 |
| --------- | - | - | - | -- | - | -- | -- | -- | - | -- | -- | -- | -- | -- | -- | -- | -- | -- | -- | -- | -- | -- | -- | -- | -- | -- | -- | -- | -- | -- | -- | -- | -- | -- |
| Luogo     | C | T | C | T  | C | T  | C  | T  | C | T  | T  | C  | T  | C  | T  | C  | T  | T  | C  | T  | C  | T  | C  | T  | C  | T  | C  | C  | T  | C  | T  | C  | T  | C  |
| Risultato | V | N | P | P  | V | P  | V  | P  | V | N  | V  | N  | V  | V  | V  | V  | P  | V  | V  | P  | P  | P  | N  | P  | V  | V  | V  | P  | N  | V  | P  | V  | P  | V  |
| Posizione | 1 | 4 | 8 | 12 | 9 | 13 | 10 | 11 | 9 | 8  | 8  | 7  | 6  | 4  | 4  | 3  | 4  | 4  | 4  | 4  | 5  | 5  | 5  | 5  | 5  | 5  | 4  | 7  | 7  | 6  | 7  | 6  | 7  | 7  |

Legenda:

Luogo: C = Casa; T = Trasferta. Risultato: V = Vittoria; N = Pareggio; P = Sconfitta.

### Statistiche dei giocatori
| Giocatore     | Bundesliga | Bundesliga | Bundesliga  | Bundesliga | Coppa di Germania | Coppa di Germania | Coppa di Germania | Coppa di Germania | Coppa UEFA | Coppa UEFA | Coppa UEFA  | Coppa UEFA | Totale   | Totale | Totale      | Totale     |
| Giocatore     | Presenze   | Reti       | Ammonizioni | Espulsioni | Presenze          | Reti              | Ammonizioni       | Espulsioni        | Presenze   | Reti       | Ammonizioni | Espulsioni | Presenze | Reti   | Ammonizioni | Espulsioni |
| ------------- | ---------- | ---------- | ----------- | ---------- | ----------------- | ----------------- | ----------------- | ----------------- | ---------- | ---------- | ----------- | ---------- | -------- | ------ | ----------- | ---------- |
| R. Balzis     | 22         | 5          | 1           | 0          | 1                 | 0                 | 0                 | 0                 | 1          | 0          | 0           | 0          | 24       | 5      | 1           | 0          |
| B. Bressem    | 6          | 0          | 0           | 0          | 0                 | 0                 | 0                 | 0                 | 0          | 0          | 0           | 0          | 6        | 0      | 0           | 0          |
| J. Duve       | 6          | 0          | 0           | 0          | 1                 | 0                 | 0                 | 0                 | 0          | 0          | 0           | 0          | 7        | 0      | 0           | 0          |
| H. Gründel    | 30         | 11         | 5           | 0          | 1                 | 1                 | 0                 | 0                 | 2          | 0          | 0           | 0          | 33       | 12     | 5           | 0          |
| U. Hain       | 0          | 0          | 0           | 0          | 0                 | 0                 | 0                 | 0                 | 0          | 0          | 0           | 0          | 0        | 0      | 0           | 0          |
| C. Hofmeister | 3          | 0          | 0           | 0          | 0                 | 0                 | 0                 | 0                 | 0          | 0          | 0           | 0          | 3        | 0      | 0           | 0          |
| T. Homp       | 18         | 0          | 0           | 0          | 0                 | 0                 | 0                 | 0                 | 0          | 0          | 0           | 0          | 18       | 0      | 0           | 0          |
| D. Jakobs     | 33         | 3          | 4           | 0          | 1                 | 0                 | 1                 | 0                 | 2          | 0          | 0           | 0          | 36       | 3      | 5           | 0          |
| M. Kaltz      | 24         | 2          | 3           | 0          | 1                 | 0                 | 0                 | 0                 | 2          | 0          | 0           | 0          | 27       | 2      | 3           | 0          |
| T. Kroth      | 29         | 1          | 0           | 0          | 0                 | 0                 | 0                 | 0                 | 2          | 0          | 0           | 0          | 31       | 1      | 0           | 0          |
| P. Lux        | 32         | 3          | 5           | 1          | 1                 | 0                 | 0                 | 0                 | 2          | 0          | 0           | 0          | 35       | 3      | 5           | 1          |
| F. Magath     | 29         | 2          | 1           | 0          | 1                 | 0                 | 0                 | 0                 | 1          | 0          | 0           | 0          | 31       | 2      | 1           | 0          |
| M. McGhee     | 4          | 1          | 0           | 0          | 0                 | 0                 | 0                 | 0                 | 1          | 0          | 0           | 0          | 5        | 1      | 0           | 0          |
| G. Plessers   | 29         | 2          | 5           | 1          | 0                 | 0                 | 0                 | 0                 | 1          | 0          | 0           | 0          | 30       | 2      | 5           | 1          |
| W. Rolff      | 33         | 5          | 5           | 0          | 1                 | 0                 | 0                 | 0                 | 2          | 0          | 0           | 0          | 36       | 5      | 5           | 0          |
| W. Rusche     | 4          | 0          | 0           | 0          | 0                 | 0                 | 0                 | 0                 | 0          | 0          | 0           | 0          | 4        | 0      | 0           | 0          |
| F. Schmöller  | 6          | 0          | 1           | 0          | 0                 | 0                 | 0                 | 0                 | 0          | 0          | 0           | 0          | 6        | 0      | 1           | 0          |
| M. Schröder   | 30         | 8          | 3           | 0          | 0                 | 0                 | 0                 | 0                 | 2          | 1          | 0           | 0          | 32       | 9      | 3           | 0          |
| E. Soler      | 1          | 0          | 0           | 0          | 1                 | 0                 | 0                 | 0                 | 1          | 0          | 0           | 0          | 3        | 0      | 0           | 0          |
| K. Steffen    | 0          | 0          | 0           | 0          | 0                 | 0                 | 0                 | 0                 | 0          | 0          | 0           | 0          | 0        | 0      | 0           | 0          |
| U. Stein      | 34         | 0          | 0           | 0          | 1                 | 0                 | 0                 | 0                 | 2          | 0          | 0           | 0          | 37       | 0      | 0           | 0          |
| M. Wasner     | 4          | 0          | 2           | 0          | 0                 | 0                 | 0                 | 0                 | 0          | 0          | 0           | 0          | 4        | 0      | 2           | 0          |
| B. Wehmeyer   | 3          | 0          | 0           | 0          | 1                 | 0                 | 0                 | 0                 | 1          | 0          | 0           | 0          | 5        | 0      | 0           | 0          |
| W. Wuttke     | 6          | 1          | 1           | 0          | 1                 | 1                 | 0                 | 0                 | 0          | 0          | 0           | 0          | 7        | 2      | 1           | 0          |
| T. von Heesen | 33         | 8          | 3           | 0          | 1                 | 0                 | 0                 | 0                 | 2          | 1          | 0           | 0          | 36       | 9      | 3           | 0          |